# Moranopteris zurquina
Moranopteris zurquina là một loài dương xỉ trong họ Polypodiaceae. Loài này được Copel. R.Y. Hirai & J. Prado mô tả khoa học đầu tiên năm 2011.